# Renistipula izabalensis
Renistipula izabalensis är en måreväxtart som först beskrevs av Paul Carpenter Standley och Julian Alfred Steyermark, och fick sitt nu gällande namn av Attila L. Borhidi. Renistipula izabalensis ingår i släktet Renistipula och familjen måreväxter. Inga underarter finns listade i Catalogue of Life.